# Halosaurus guentheri
Halosaurus guentheri is een straalvinnige vissensoort uit de familie van rugstekelalen (Halosauridae). De wetenschappelijke naam van de soort is voor het eerst geldig gepubliceerd in 1896 door Goode & Bean.